# Trattato di Traverse des Sioux

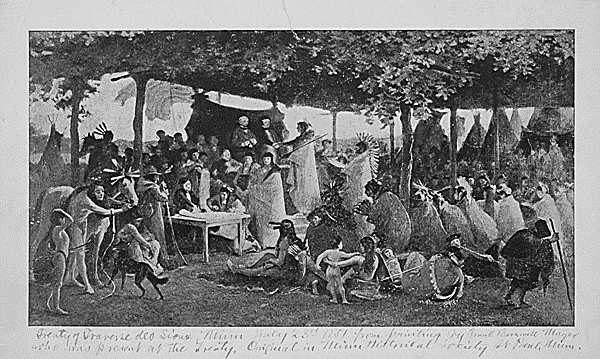
Treaty of Traverse des Sioux
di Frank Blackwell Mayer.

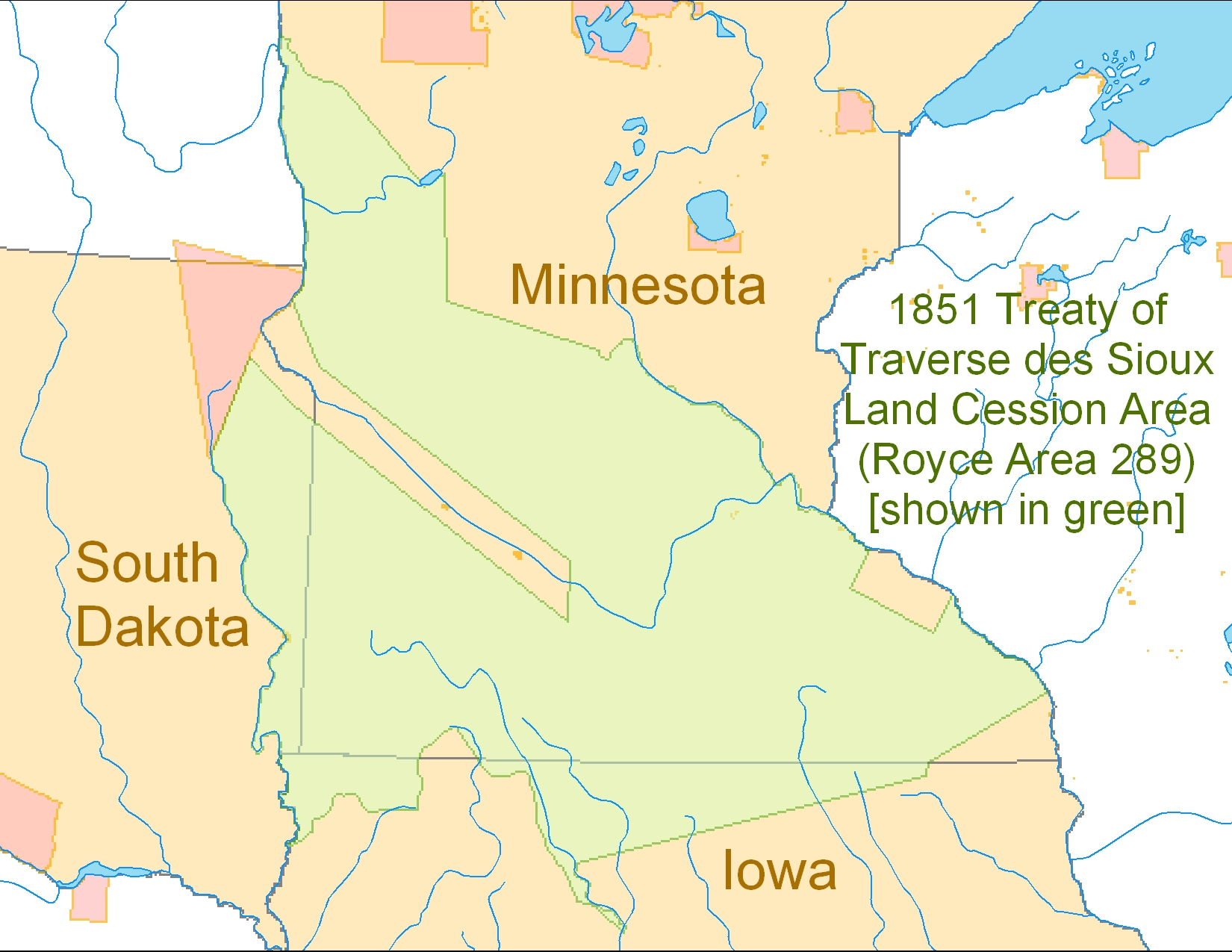
In questa mappa è mostrata in verde l'area di terra ceduta con il trattato di Traverse des Sioux, comprendente parte dell'Iowa settentrionale, del Minnesota meridionale e del Dakota del Sud orientale.

Il trattato di Traverse des Sioux è stato un trattato stipulato il 23 luglio 1851 tra il governo degli Stati Uniti d'America e le tribù indiane Sioux presenti nel Territorio del Minnesota, in virtù del quale i Sioux cedettero vaste porzioni del loro territorio acconsentendo a muoversi nelle riserve lungo il fiume Minnesota in cambio di un pagamento annuale di beni, alimentari e non, e denaro.  
Il trattato, fortemente voluto dagli Stati Uniti per guadagnare il controllo di terreni agricoli in favore dei coloni euro-americani, che spingevano per spostarsi sempre più a ovest, fu ideato e promosso da Alexander Ramsey, il primo governatore del Territorio del Minnesota, e da Luke Lea, commissario per gli affari indiani a Washington, D.C. Sia Ramsey che Henry Hastings Sibley, un influente agente di commercio che diventerà poi il primo governatore dello Stato del Minnesota, speravano inoltre, grazie alla stipula del trattato, di recuperare i crediti che i commercianti di pellicce vantavano verso le tribù indiane.

## Panoramica
La maggior parte dei membri delle tribù dei Wahpeton e dei Sisseton, facenti parte dei Dakota Superiori (talvolta chiamati "Dahkotah" sui trattati), era piuttosto restia a cedere una così vasta parte di territorio, ma i membri anziani delle tribù ritennero che i risultati del primo trattato di Prairie du Chien del 1825 e la sconfitta dei Sioux nella guerra di Falco Nero limitassero molto le loro possibilità di scelta, temendo anche che, se non si fosse giunti a patti, gli Stati Uniti si sarebbero presi con la forza i loro territori. Fu così che il 23 luglio 1851, a Traverse des Sioux, nell'odierna contea di Nicollet, dopo pochi giorni di contrattazione, i rappresentanti degli Wahpeton e dei Sisseton firmarono un trattato con cui le due tribù cedettero agli Stati Uniti d'America le loro terre nel Territorio del Minnesota meridionale e occidentale, tranne due strisce di terra lungo le coste del fiume Minnesota, assieme ad alcune altre nei Territori dell'Iowa e del Dakota, in cambio del pagamento di 1,665 milioni di dollari all'anno tra contanti e beni, sia alimentari che di altro genere. 
Dopo la firma di questo trattato, il 5 agosto 1851, il governo statunitense stipulò anche il trattato di Mendota, con il quale le tribù dei Mdewakanton e dei Wahpekute, appartenenti ai Dakota Inferiori, cedettero agli Stati Uniti un territorio di circa 97.000 km2 (circa 24 milioni di acri) ricevendo in cambio l'equivalente di 3 centesimi di dollaro ad acro all'anno (gli USA riaffittarono poi la terra ai coloni a 1,25 dollari ad acro all'anno, ossia a più di 40 volte quello che l'avevano pagata). In questo modo, la quasi totalità del Minnesota meridionale fu riservata ai coloni statunitensi. 
Nel tentativo di cacciare definitivamente i Sioux fuori dal Minnesota, prima che i due trattati fossero ratificati dal Congresso, fu rimossa la clausola che impegnava il governo a garantire una riserva ai Dakota, lasciando di fatto le tribù indiane senza un proprio territorio nel Minnesota. Tuttavia il presidente Millard Fillmore acconsentì al fatto che i Dakota risiedessero nei territori sanciti nel trattato anche se a carattere temporaneo.
Il governo statunitense provvide quindi ad istituire due riserve per i Sioux lungo il fiume Minnesota, ognuna larga circa 30 km e lunga 110. Per la gestione dei termini del trattato furono inoltre creati due centri federali amministrativi, l'Agenzia dei Sioux Superiori, nei pressi di Granite Falls, e l'Agenzia dei Sioux Inferiori, all'incirca 50 km più a sud lungo il corso del fiume, vicino all'insediamento che diventerà Redwood Falls, perché si occupassero, ad esempio, della distribuzione del cibo e di quanto altro compreso nelle sopraccitate annualità. Benché i Sioux Superiori non fossero contenti della loro riserva, a causa degli scarsi rifornimenti di cibo, essi accettarono comunque, dato che il territorio assegnatogli includeva molti dei loro antichi villaggi. I Sioux Inferiori, invece, furono del tutto insoddisfatti poiché furono del tutto spostati dal luogo dei loro precedenti insediamenti, venendo mandati in un territorio quasi completamente coperto da praterie.
I Sioux si indignarono anche per l'inclusione nel trattato di un documento separato, il cosiddetto "contratto dei commercianti" ("Traders' paper"), redatto da Joseph R. Brown, un noto commerciate di pelli, secondo il quale un totale di 400.000 dollari del pagamento totale annuale sancito con il trattato poteva essere destinato dal governo a risarcire i commercianti di pelliccia che avessero presentato reclami verso le tribù. I documenti con cui i commercianti potevano presentare tali richieste di risarcimento contenevano i nomi dei mercanti coinvolti nella diatriba e a cui erano dovuti i pagamenti di precedenti vendite e nulla più. Ciò, naturalmente, si tradusse in una serie di truffe che portò nelle casse dei suddetti mercanti fino a 210.000 dollari l'anno. Stando a quanto si conosce, i Dakota firmarono tale documento separato a causa di un inganno. Essi, infatti, dopo aver firmato il trattato di Traverse des Sioux, ne chiesero una copia che prontamente ricevettero da firmare. A firma della copia avvenuta, fu presentato loro un terzo foglio da firmare, il "Traders' Paper", che essi, a causa di un errore da parte dell'interprete, credettero essere una terza copia del trattato e che quindi firmarono senza alcun timore.
Con la stipula di questi trattati, il governo statunitense cercava anche di spingere i Sioux a convertire il proprio stile di vita, passando da un'esistenza nomade ad uno stile di vita sedentario in stile euro-americano, attraverso il pagamento di tributi. Una tale imposizione però, unitamente al fatto che i pagamenti statunitensi, anche a causa dello scoppio, nel 1861, della guerra di secessione americana, spesso ritardarono o addirittura non furono mai effettuati, aumentarono le tensioni sociali interne alle tribù che infine sfociarono nella guerra Dakota del 1862.

## Termini
Il preambolo del trattato inizia così:
(Treaty with the Sioux-Sisseton and Wahpeton Bands, 1851)
In breve i punti del trattato ratificato furono i seguenti:
1. Pace e amicizia saranno eterne;

2. Terra da cedere;

3. Cancellato dal Senato degli Stati Uniti;

4. Pagamenti e altri pagamenti dilazionati;

5. Legge contro i liquori nella nazione indiana;

6. Leggi e regolamenti per proteggere i diritti delle persone e la proprietà fra gli indiani